# Impatiens manipurensis
Impatiens manipurensis är en balsaminväxtart som beskrevs av Joseph Dalton Hooker. Impatiens manipurensis ingår i släktet balsaminer, och familjen balsaminväxter. Inga underarter finns listade i Catalogue of Life.